# Devola
Devola – jednostka osadnicza w Stanach Zjednoczonych, w stanie Ohio, w hrabstwie Washington.